# Aster (Centre scientifique)
Pour les articles homonymes, voir Aster.
Aster, la station de vulgarisation et de loisirs scientifiques du Bas-Saint-Laurent est un centre d'interprétation de l'astronomie qui abrite un observatoire destiné à la clientèle grand public, situé à Saint-Louis-du-Ha! Ha! au Québec. La Station offre à ses visiteurs une nouvelle exposition permanente interactive intitulée Cap sur les étoiles. On y présente les premières découvertes scientifiques en astronomie et on invite les visiteurs à se plonger dans la peau d'explorateur dans une mission spatiale en 2113! La visite se termine au dôme pour faire l'observation du ciel avec son télescope Meade robotisé de 16 po (400 mm).

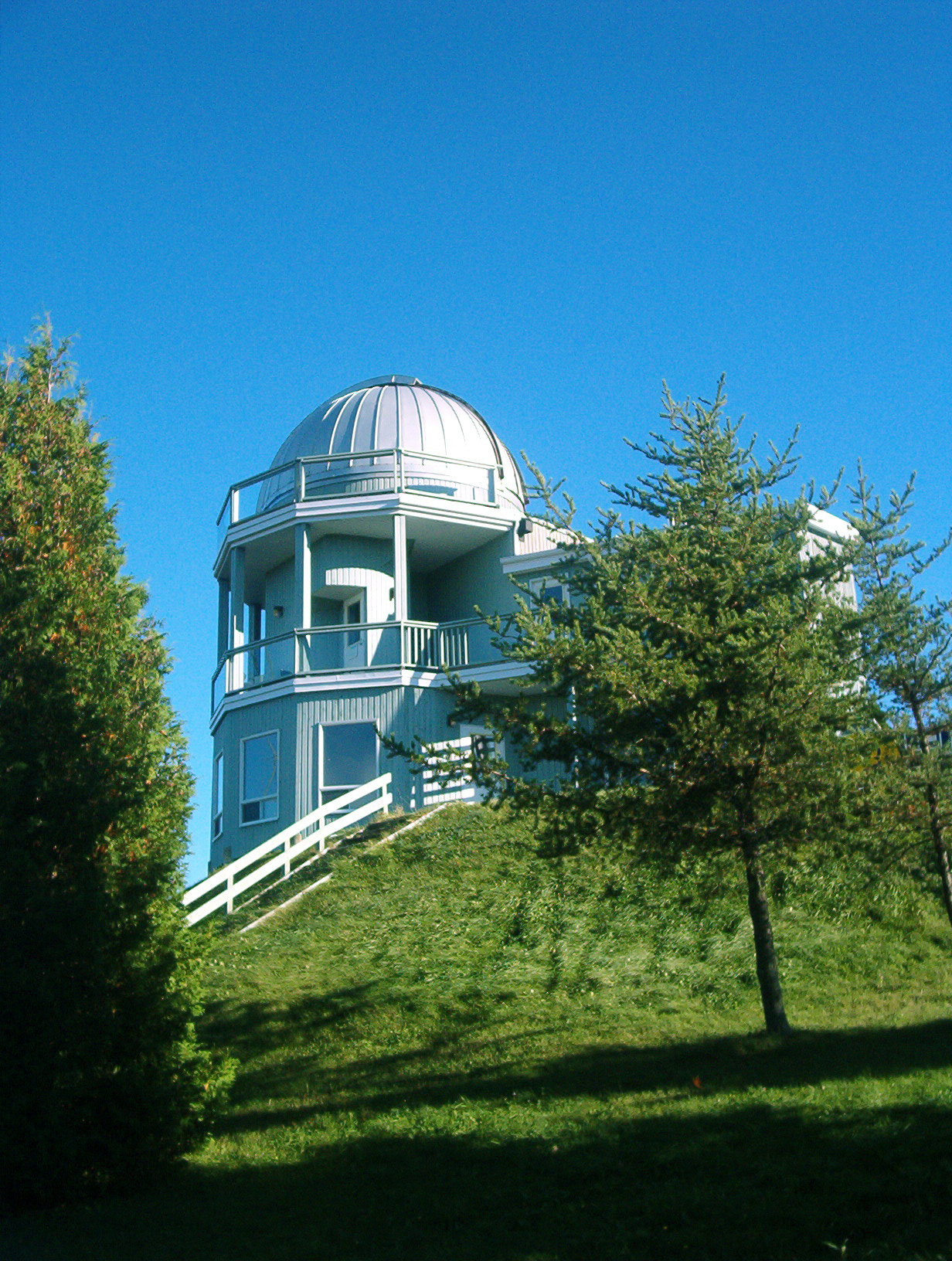
Dôme de l'observatoire astronomique Aster.
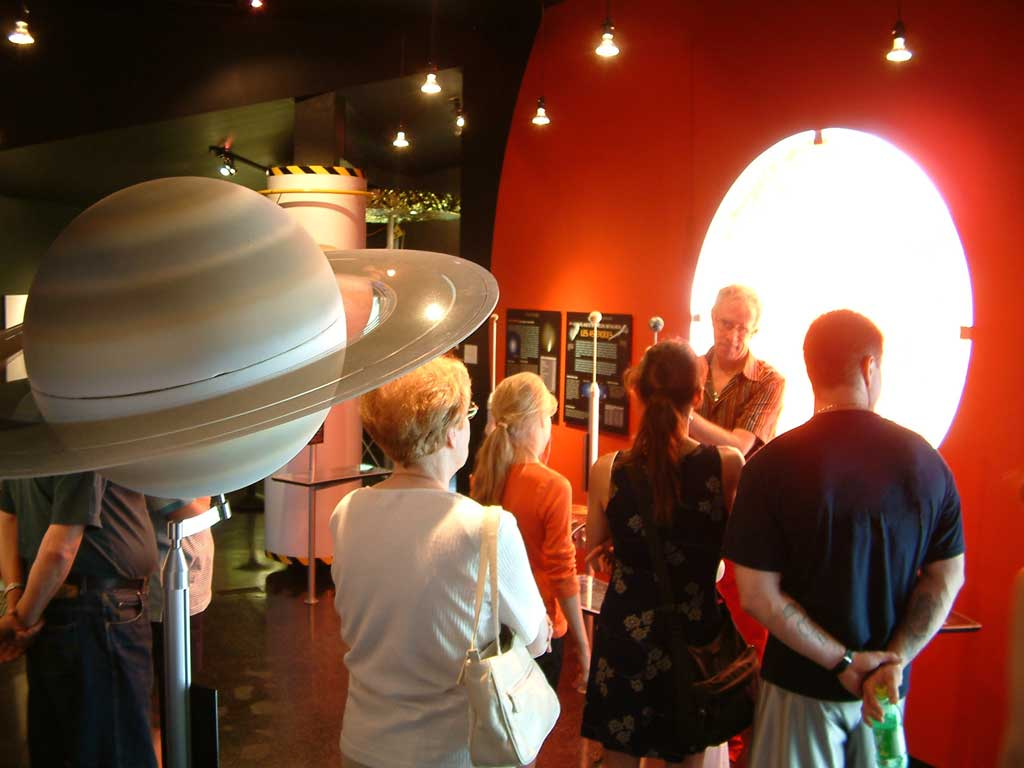
Reproduction à l'échelle de taille du système solaire dans une des salles d'exposition de l'observatoire astronomique Aster.
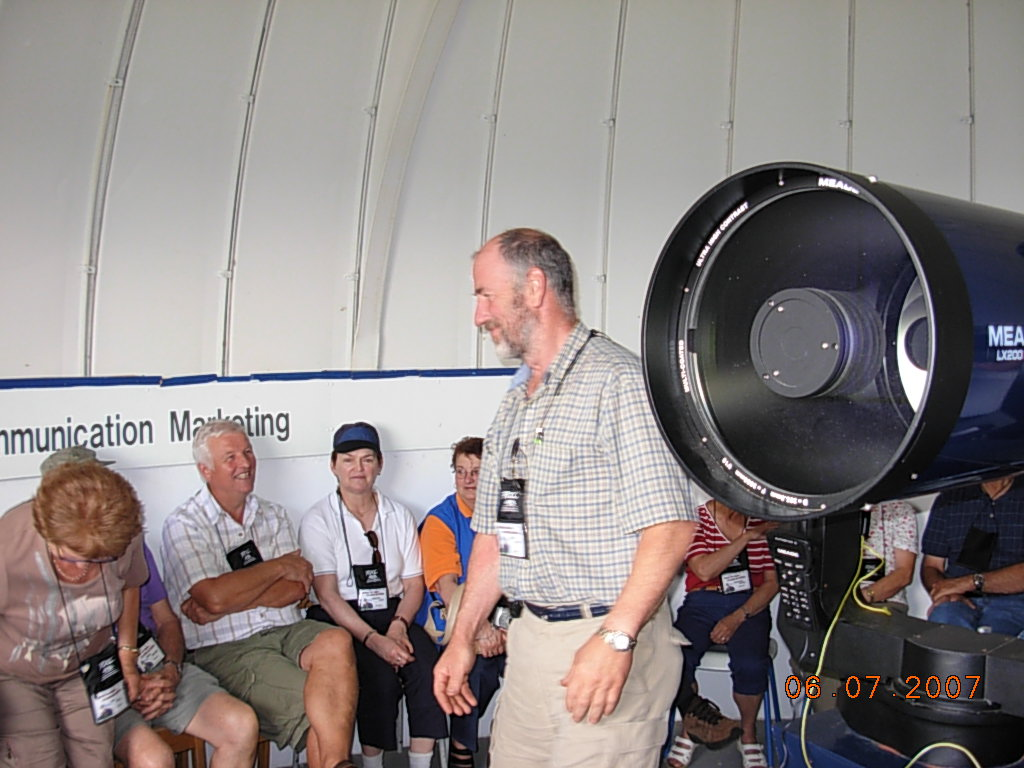
Télescope de l'observatoire, un Meade robotisé de 356 mm (14 po).
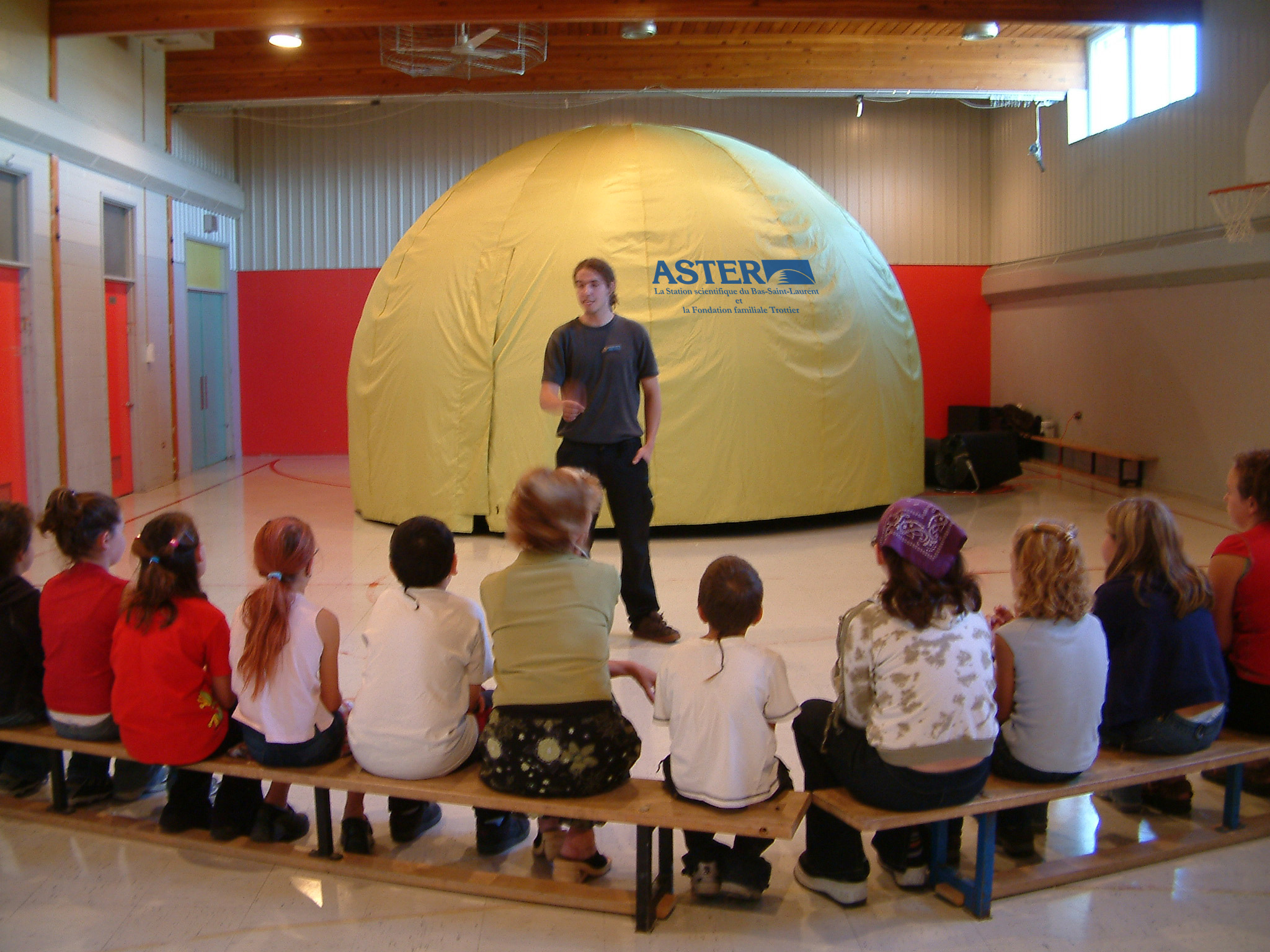
Planétarium gonflable Starlab, outil de l'atelier de science en astronomie pour les écoles primaires et secondaires du Canada.

Aussi, la Station scientifique Aster offre aux écoles primaires et secondaires du Canada des ateliers de science.
Un planétarium dans votre école : un planétarium gonflable est amené aux écoles dans un concept clé en main. Bâti pour répondre aux exigences du programme d'apprentissage en fonction du niveau académique et sur un horaire établi en collaboration avec les écoles, les élèves pourront découvrir : 
la taille et rotation des planètes;
la naissance et mort des étoiles;
la rotation de la Terre;
les trous noirs, nébuleuses, constellations, etc.) 
L'atelier s'adresse aux jeunes de la maternelle jusqu'à la fin du secondaire. 